# Марк Витрувий Мамурра
Марк Витрувий Мамурра (лат. Marcus Vitruvius Mamurra) — древнеримский военный и гражданский инженер.

## Биография
Вероятно происходил из всаднического рода Витрувиев из города Формия. Сын Марка Мамурры, гражданского инженера. В юности принял семейное дело, учился у отца. Начал самостоятельную деятельность во времена диктатуры Луция Корнелия Суллы в конце 80-начале 70-х годов до н. э. Благодаря умениям и таланту сумел составить конкуренцию по возведению зданий и гражданских объектов греческим и египетским инженерам и архитекторам, которых приглашали римские нобили и патриции.
В 64 году до н. э. вместе Луцием Корнелием Бальбом был назначен префектом мастеровых или инженеров (praefectus fabrum) в армии Гнея Помпея Магна во время Третьей Митридатовой войны. Бальб и Мамурра отвечали за материальную и инженерно-техническую часть римского войска. В ходе восточного похода заработал значительное денежное состояние.
По возвращении в Рим в 62 году до н. э. Мамурра принял предложение Гая Юлия Цезаря, став префектом мастеровых (инженеров) во время его испанского наместничества. Затем возглавил все инженерные службы при Галльской войне в 58-50 годах до н. э. Считается, что именно Мамурра был автором моста через Рейн, по которому Цезарь впервые среди римлян пересек эту реку в 55 году до н. э.
В 54 году до н. э. спроектировал новый тип корабля накануне второго похода в Британию, чем способствовал новому успеху римского войска. В 52 году до н. э. также разработал двойной охват лагеря восставших галлов во главе с Верцингеториксом, благодаря чему Цезарь одержал победу при Алезии.
Все инженерные достижения были щедро награждены Цезарем, сделав Мамурру чрезвычайно богатым. В дальнейшем в 49 году до н. э. он поддержал Цезаря во время гражданской войны с Помпеем.
Попытки Мамурры войти в римскую элиту были безуспешными. Это нашло своё отражение в стихах поэта Катулла (29, 57). В ответ тот на видном месте, на Целийскому холме, построил роскошный дворец из самого дорогого эвбейского и каррарского мрамора. Именно Мамурра впервые нашёл каррарский мрамор и начал использовать его при строительстве. Этот умышленный вызов нобилитета доставил много неприятностей Гаю Цезарю, который после 45 года до н. э. отдалил от себя Мамурру, приблизив Бальба. После этого Мамурра получил назначение в африканские провинции, однако круг его полномочий неизвестен. Здесь он сумел скупить значительные владения. Род Мамурры владел ими во времена императора Нерона.
Умер Марк Мамурра во времена Октавиана Августа, однако точна дата неизвестна.
Упоминается: Гораций, «Сатиры», I, 5, 37; Плиний Старший, XXXVI, 48. Цицерон упоминает его как общеизвестный образец пагубы, пошедшей от Цезаря («К Аттику», VII, 7, 6).